# Bingo (Burkina Faso)
Bingo è un dipartimento del Burkina Faso classificato come comune, situato nella provincia  di Boulkiemdé, facente parte della Regione del Centro-Ovest.
Il dipartimento si compone del capoluogo e di altri 11 villaggi: Bisraaga, Guillé, Kaligri, Koanga, Koulgorin, Sâ, Sapelo, Silgo, Tanghin, Villa e Zékemzougou.